# City Code on Takeovers and Mergers
El City Code on Takeovers and Mergers es un reglamento aplicado por el Panel on Takeovers and Mergers en la Bolsa de Londres. Consta de diez principios generales y treinta y ocho reglas que rigen los procedimientos utilizados en las opas y las fusiones de las empresas del Reino Unido. Fue creado en 1959 por un comité reunido a iniciativa de Cameron Cobbold, quien en aquella época era Gobernador del Banco de Inglaterra. El Panel on Takeovers and Mergers fue creado unos años después, en 1968, cuando el City Code fue aceptado de forma voluntaria por los participantes de la Bolsa de Londres.